# Herb Kroppenstedt

Herb Kroppenstedt

Herb Kroppenstedt  stanowi w polu niebieskim siedząca na srebrnym (białym) koniu postać świętego Marcina takimż mieczem w prawej ręce przecinającego swój płaszcz. Koń z uniesioną prawą, przednią nogą stąpa w heraldycznie prawą stronę. Święty odwraca się w stronę lewą. Pod koniem w pozycji klęczącej na ziemi, zwrócony w lewą stronę, półnagi żebrak z wyciągniętą w górę prawą ręką. Szata świętego i okrycie żebraka złote (żółte). Nakrycie głowy Marcina, płaszcz i uprząż konia czerwone. Twarze i odkryte części ciała koloru naturalnego/
Postać świętego nawiązuje do patrona miasta. Herb podobno został przyznany w 1208 roku jednak nie znajduje to potwierdzenia gdyż prawa miejskie zostały nadane dopiero w 1253 roku. Święty Marcin występował już na najstarszej pieczęci miejskiej z napisem "S. OPIDI IN CROPPENSTEDE" pochodzącej z 1359 roku.
Obecny herb został zatwierdzony w dniu 10 sierpnia 1995 roku, a zaprojektował go  Jörg Mantzsch.